# Distrito de Rubirizi
El Distrito de Rubirizi es uno de los ciento once distritos administrativos que dan origen a la actual organización territorial de la República de Uganda. Su ciudad capital es la ciudad de Rubirizi.

## Localización
El Distrito de Rubirizi limita con el Distrito de Kasese al norte, al noreste con el Distrito de Kamwenge, limita con el Distrito de Ibanda por el este, al sudeste comparte límites con el Distrito de Buhweju, por el sur limita con el Distrito de Bushenyi, mientras que al sudoeste limita con el Distrito de Rukungiri y por el oeste limita con la República Democrática del Congo.

## Población
El distrito de Rubirizi cuenta con una población total de 101.800 habitantes según las cifras suministradas por el censo poblacional llevado a cabo durante el año 2002 en Uganda.